# Rúben Vezo
Rúben Miguel Nunes Vezo (Setúbal, 25 de abril de 1994), mais conhecido como Rúben Vezo, é um futebolistaportuguês que atua como zagueiro. Atualmente, defende o Eyüpsor, da Turquia, emprestado pelo Olympiakos.

## Carreira
Vezo começou a carreira no Vitória de Setúbal.